# 羅蘭 (騎士)

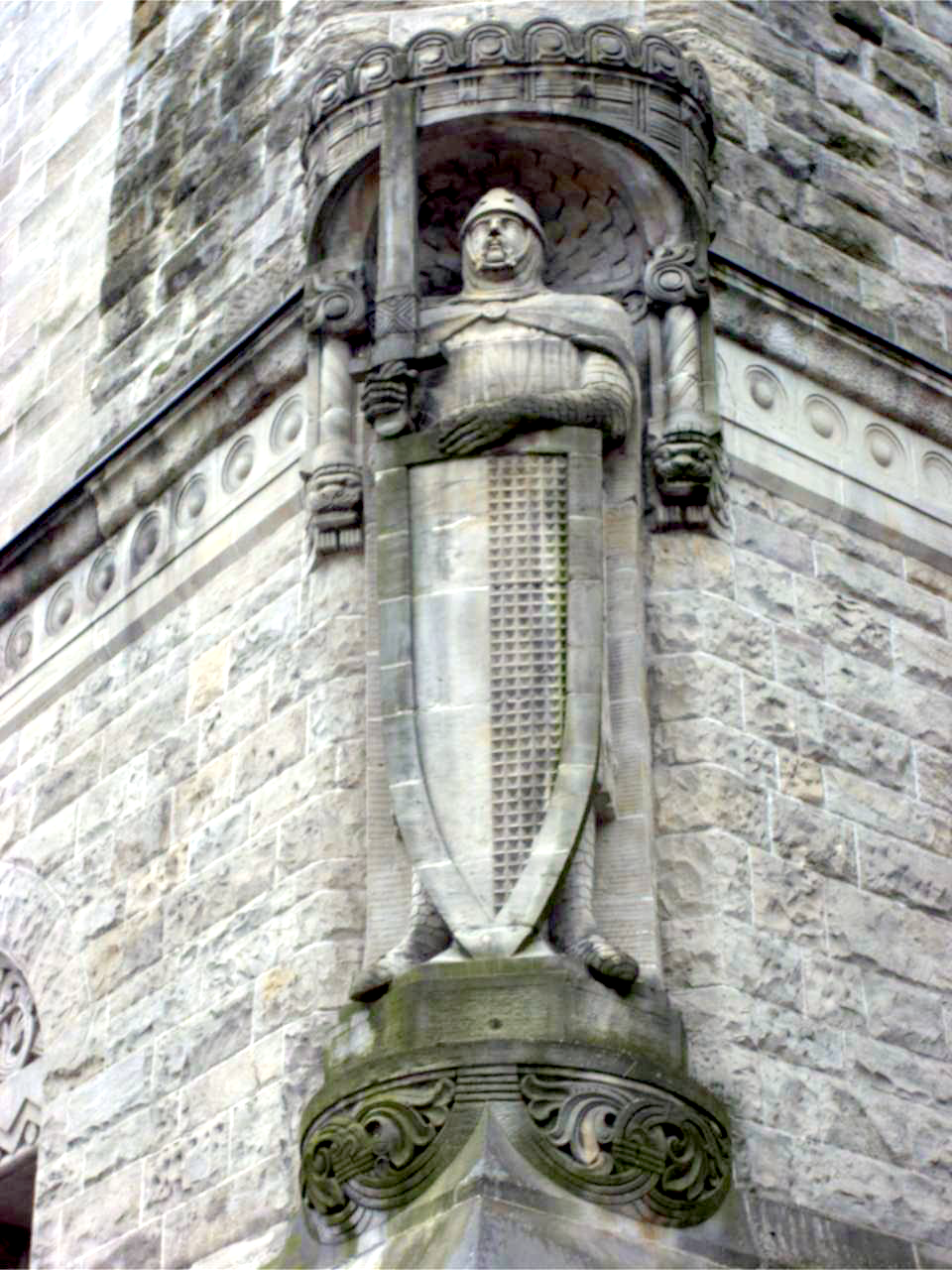
法國梅斯火車站的羅蘭雕像

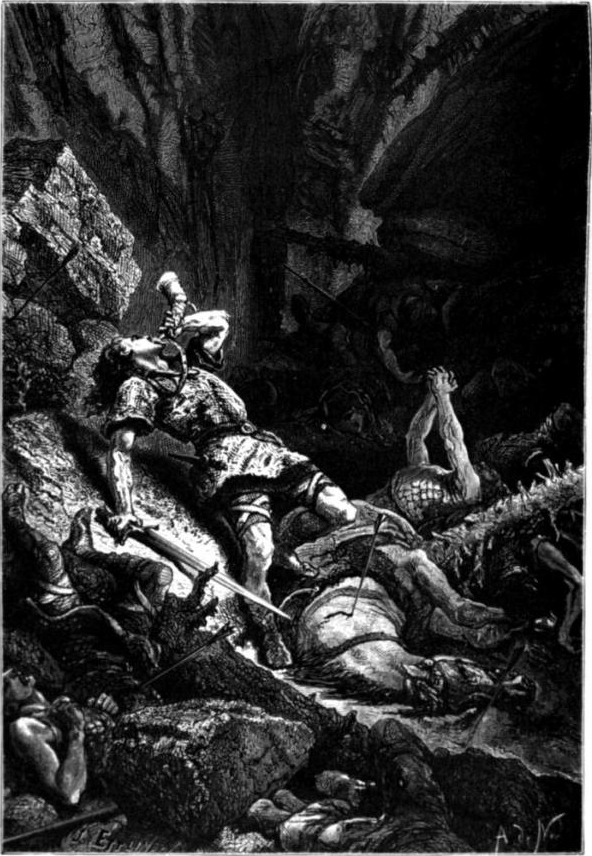
羅蘭吹響象牙號角

羅蘭（法蘭克語: Hruodland，736年—778年8月14日）是查理曼麾下的法蘭克軍事領導人，也是法蘭西史詩《加洛林故事群》中的主要登場人物。歷史上的羅蘭是駐守在布列塔尼邊界的軍事總督，替法蘭克王國抵抗布列塔尼人的進攻。唯一提到他的歷史紀載是艾因哈德所寫的《查理大帝傳》，書中紀載其死於伊比利半島上的龍塞斯瓦列斯山口戰役，作為法蘭克王國後衛部隊的指揮官，在戰役中被巴斯克人所殺。
羅蘭在龍塞斯瓦列斯山口戰役陣亡的故事在後來的中世紀和文藝復興文學中經過了多次潤飾。最終，羅蘭的形象變成了查理曼旗下的首席聖騎士，並成為圍繞著查理曼的傳奇故事的核心人物，這些故事統稱為《加洛林故事群》（Carolingian cycle）。在這些史詩中，最早出現也最有名的是11世紀的古法語史詩《羅蘭之歌》。
之後在義大利文藝復興時期出現的兩部作品──《瘋狂的羅蘭》和《熱戀的羅蘭》──比起早期的羅蘭之歌更加偏離歷史。在這兩部作品中，羅蘭擁有寶劍杜蘭達爾、戰馬韋蘭迪夫和象牙號角。

## 歷史上的羅蘭
歷史上唯一提到羅蘭的記述，是由查理曼的朝臣與傳記作家艾因哈德所寫的《查理大帝傳》。艾因哈德稱呼他為Hruodlandus Brittannici limitis praefectus（羅蘭，布列塔尼邊界的首長），指出他負責保衛法蘭克王國的邊境地區布列塔尼邊界。下列這段話出自第九章，指出羅蘭在龍塞斯瓦列斯山口戰役中遇害：
當他在薩克森戰爭中激烈奮鬥時，他幾乎沒有休息時間，且就在他將衛戍部隊安置在邊界的選定地點之後，查理盡可能使出最大能力來發動攻勢，在788年進駐西班牙。他的軍隊穿過了庇里牛斯山，查理接受了他所經過的所有城鎮和軍事據點的投降。查理的軍隊安全無恙，但就在返回法蘭西途中，路經庇里牛斯山時，他與巴斯克人短兵相接。由於這塊地方徹底地被茂密的森林所覆蓋，它成為了埋伏的最佳地點。在那裡，查理的軍隊被狹窄的地形所限，迫使他們將行軍隊形變換為直線型，巴斯克人就在高山上設下埋伏……在這場戰鬥中，輕巧的武器與優越的地勢讓巴斯克人佔據上風，而法蘭克人則處於下風，因為他們的武器沉重，所站的地面也不夠平坦。國王的總監埃格哈德（Eggihard）、皇宮伯爵安塞爾姆（Anselm）、布列塔尼邊界的總督羅蘭，以及其他許多人都在這場衝突中死去。參戰巴斯克人隊伍隨後解散，使得[查理曼]無法進行還擊。
羅蘭是第一位被任命來指揮布列塔尼事務中的法蘭克方針的官員，在以前的墨洛溫王朝，當地的法蘭克人和布列塔尼人之間並沒有什麼特別關係。他們邊境的城堡地區（如維特雷和聖米歇爾山）現今被劃分為諾曼第和布列塔尼。這個地區的獨特文化，讓當今的加洛语和像羅蘭這般的當地英雄傳說保存了下來。羅蘭在布列塔尼亞諾瓦（Brittania Nova）地區的後繼者是南特的蓋伊。在加洛林帝國的統治時期，蓋伊和羅蘭一樣無力擴張法蘭克人在布列塔尼半島上的勢力範圍，而只是讓布列塔尼人繼續維持住他們在半島上的地位。
據傳，羅蘭被安葬在布萊伊的教堂，該教堂位於城塞的遺址中，鄰近波爾多。

## 傳奇故事中的羅蘭

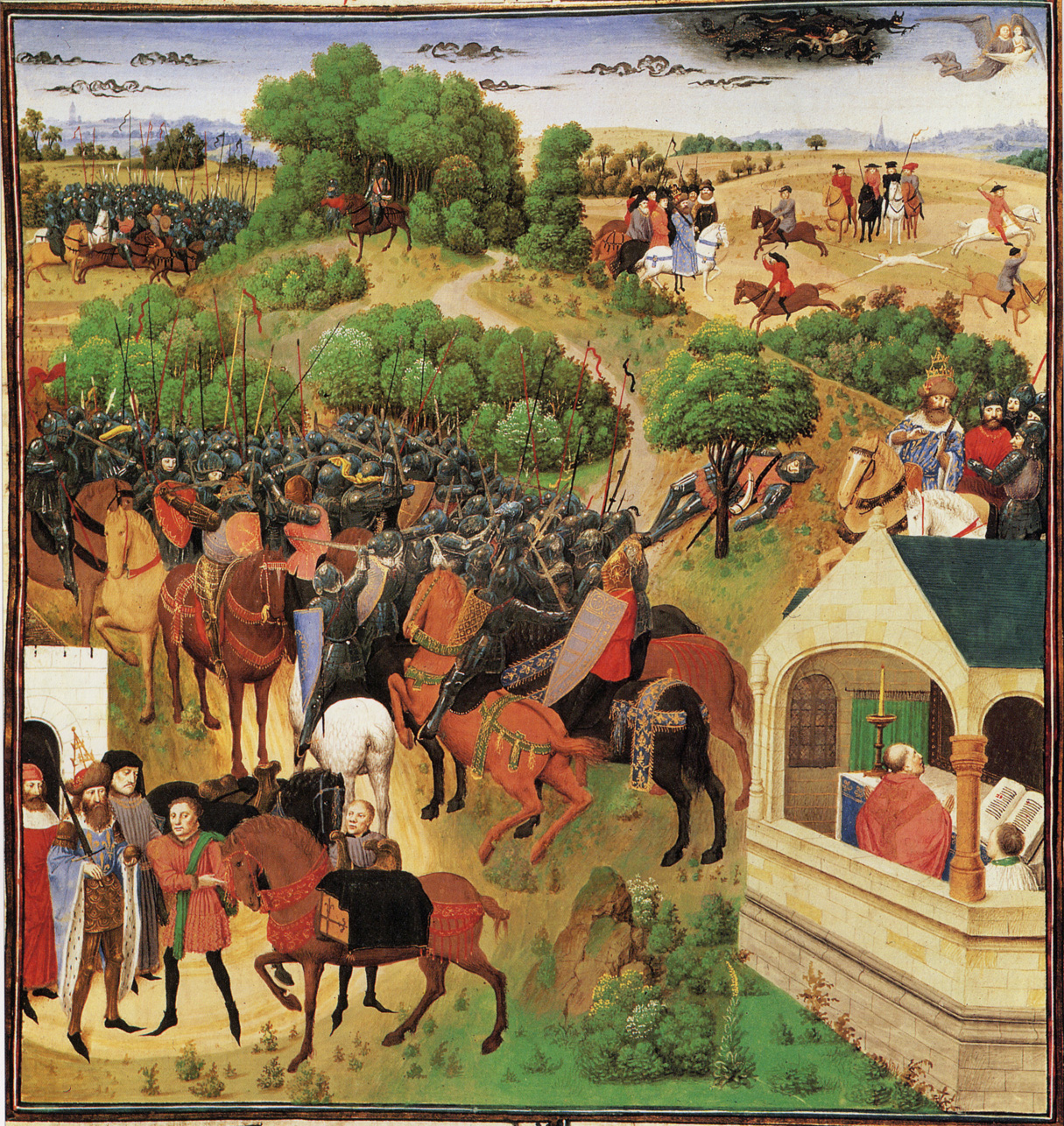
一張圖片呈現《羅蘭之歌》中的八個時期

在中世紀的歐洲和吟遊詩人文學中，羅蘭是一位受歡迎的代表性人物。在這些故事中，他成了查理曼的姪子，他的人生也變成了「被伊斯蘭人所害的高貴基督徒的史詩故事」，並構成了中世紀文學體裁「加洛林故事群」的一部分。
有關羅蘭之死的故事在11世紀的武功歌《羅蘭之歌》中被重新演繹，在故事中他配戴著象牙號角（用來傳遞信號）和一把堅不可催的寶劍杜蘭達爾。羅蘭之歌使用高度浪漫化的文字來敘述龍塞斯瓦列斯山口戰役和羅蘭之死的情節，為後世人們對於查理曼朝廷的幻想定下基調。
它在整個中世紀裡不斷的被改編，包括具影響力的拉丁散文版本《Historia Caroli Magni》（後來又被叫做《Pseudo-Turpin Chronicle》），該散文中也提及了羅蘭和一位名叫菲爾格特的巨人的戰鬥，菲爾格特是一位肉體堅不可催的戰士，只有肚臍是他唯一的弱點，後來他被羅蘭殺死。這段故事後來被改編為作者不詳的法國兼威尼斯史詩《 L'Entrée d'Espagne》（1320年），和14世紀的義大利史詩《La Spagna》，以及佛羅倫斯的《Sostegno di Zanobi》（可能於1350年至1360年成書）。
其他文本則替羅蘭的人生增添更多傳奇色彩。在法國詩人貝特朗·德·巴爾蘇爾奧布所著的《Girart de Vienne》中提及了羅蘭和奧利佛的友誼，以及奧利佛的姊妹奧德與羅蘭之間的婚約關係。關於羅蘭的青年時代，以及他獲得坐騎韋蘭迪夫與配劍的過程則是出自《阿斯普雷蒙》。在《埃蒙四子傳》中，羅蘭和騎士雷諾·德·蒙托邦偶爾會爭吵。
13世紀的挪威散文《查理曼傳奇》翻譯並集結了查理曼的相關故事，羅蘭的故事也包含在其中。而在但丁的《神曲》中，羅蘭的靈魂出現在「火星天」中。

## 大眾文化中的羅蘭
英語中有一句俗諺：「給奧利佛一位羅蘭（to give a Roland for an Oliver）」，意思是要求交換條件，或是以實物支付。典故出自《羅蘭之歌》和羅蘭的夥伴奧利佛。

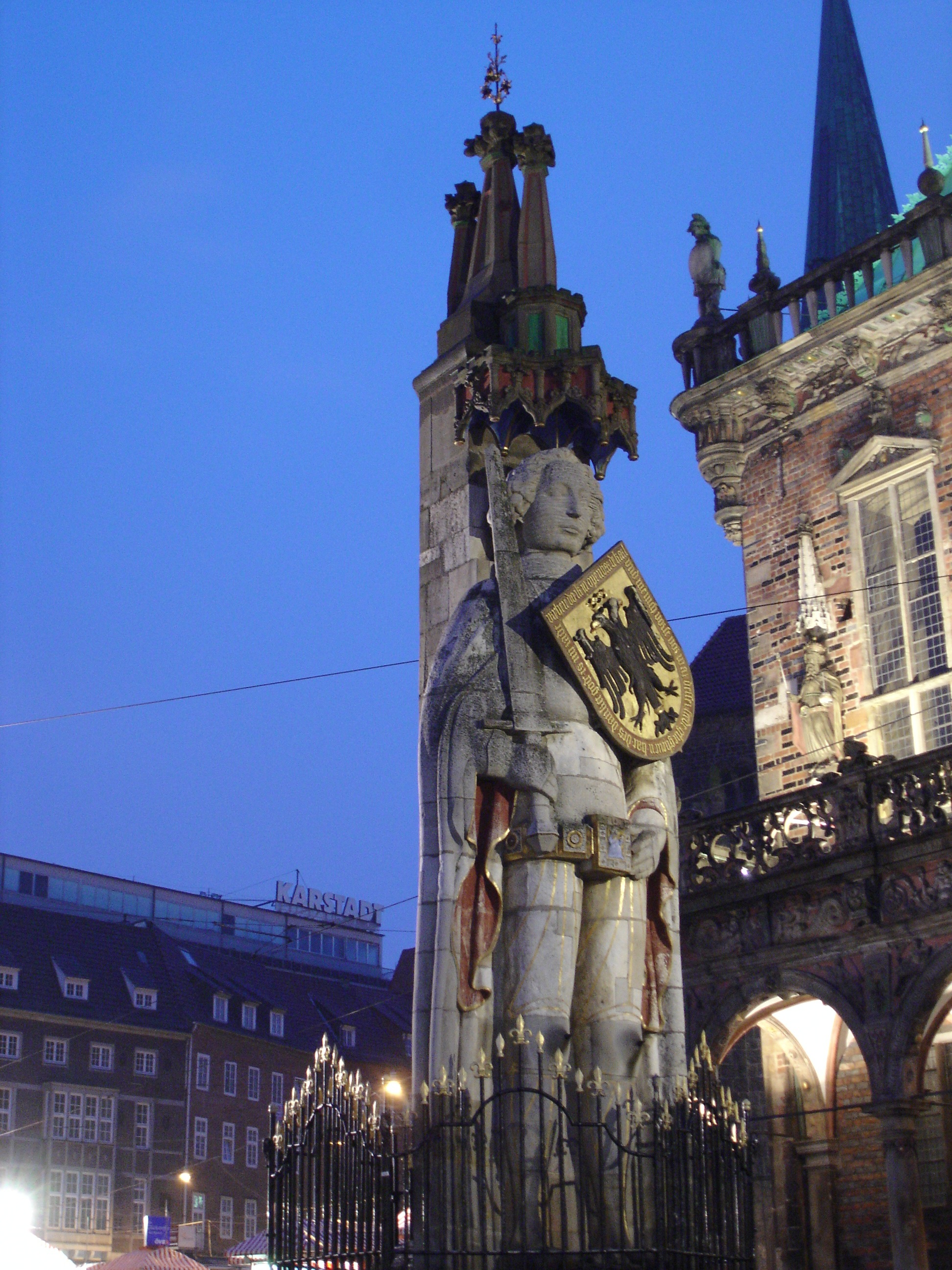
不来梅市政厅前的罗兰骑士雕像
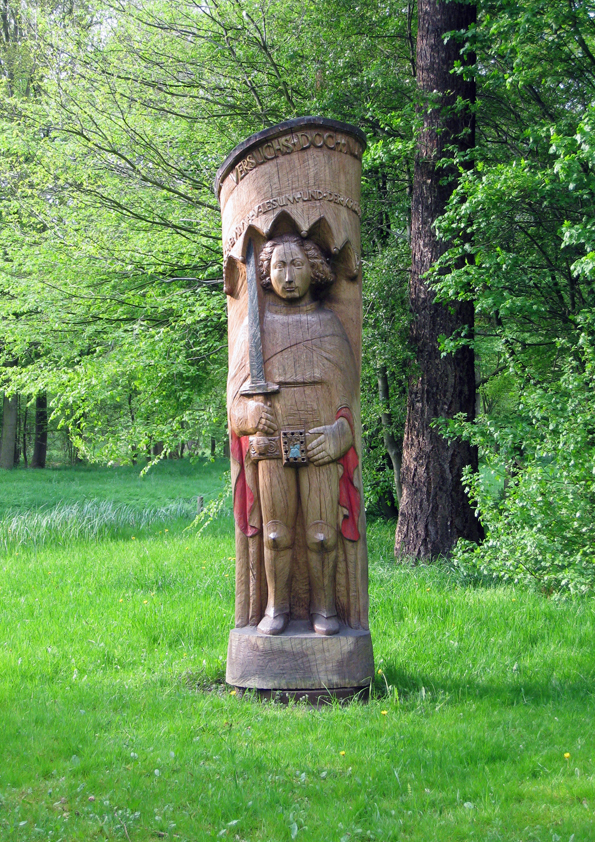
不来梅市民公园的罗兰骑士木雕
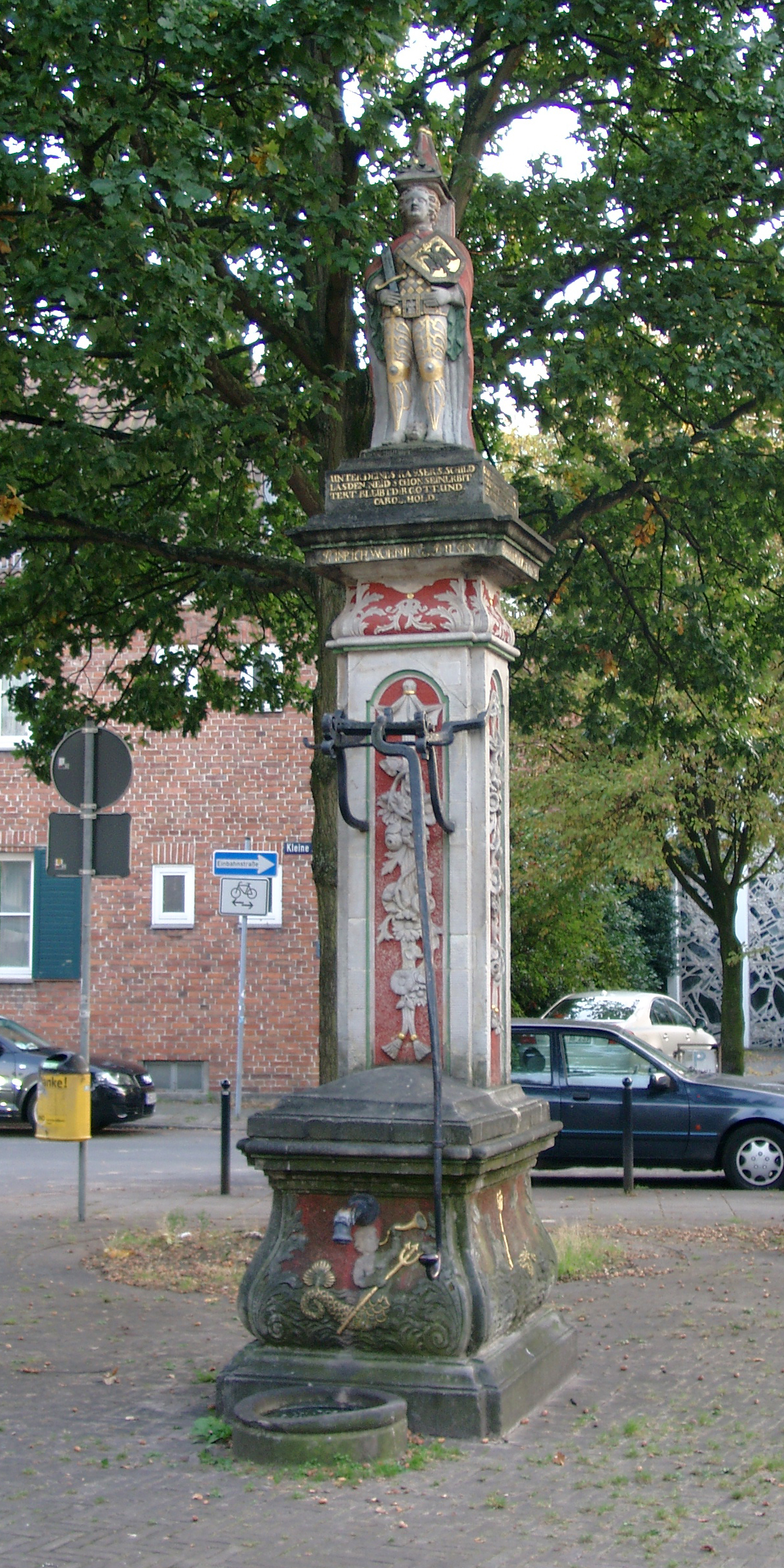
不来梅Am Neuen Markt的小罗兰雕像
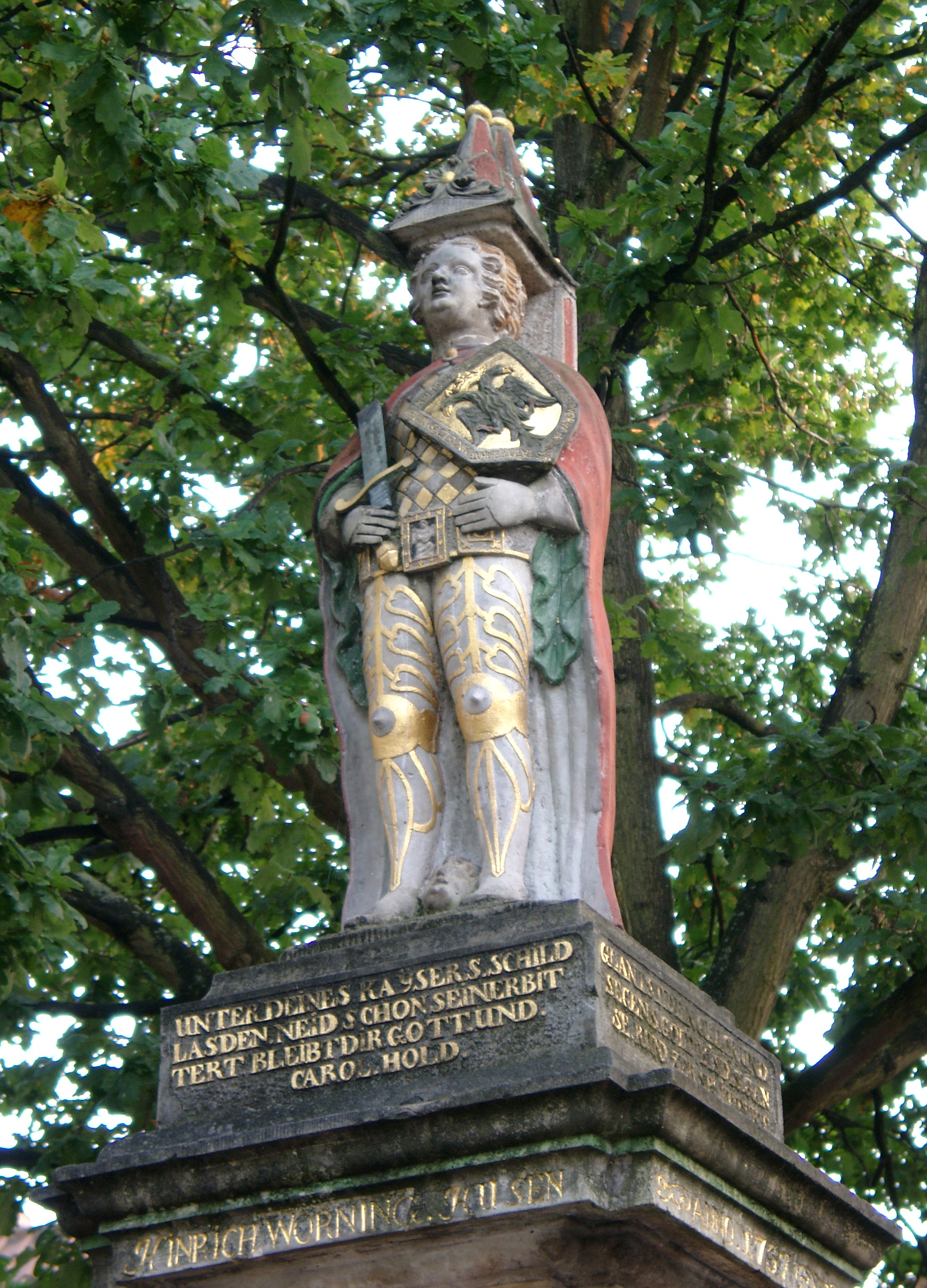
不来梅Am Neuen Markt的小罗兰雕像细部

## 文化影響
- 日本手機遊戲《Fate/Grand Order》中，作為4星Saber出場。配音員︰寺島拓篤。[3]

## 外部連結
- . . 1879.